# Clinocerella
Clinocerella is een geslacht van insecten uit de familie van de dansvliegen (Empididae), die tot de orde tweevleugeligen (Diptera) behoort.

## Soorten
- C. oldenbergi (Engel, 1918)
- C. sorex (Engel, 1918)